# Alexander Neroslow
Alexander Neroslow, auch Nerosloff (* 10. September 1891 in Sankt Petersburg; † 4. Januar 1971 in Leipzig) war ein deutsch-russischer Maler.

## Leben
Neroslow wurde in eine wohlhabende St. Petersburger Familie geboren und hatte acht Geschwister. Sein Vater war Reeder; seine Schiffe transportierten vor allem Holz auf der Newa und dem Ladogasee. Nachdem der junge Sascha 1910 das Gymnasium – wahrscheinlich das Lyzeum Zarskoje Selo – abgeschlossen hatte, nahm er ein einjähriges Studium der Allgemeinbildung auf. Ab Oktober 1911 wurde er Student der Architektur an der Technischen Hochschule Dresden. Als Mitglied der Gesellschaft „Freunde des neuen Russlands“ traf er im musikalisch-literarischen Salon der Villa Schulhoff Hans Grundig, den litauisch-jüdischen Maler Lasar Segall aus Vilnius, den Komponisten und Pianisten Erwin Schulhoff und Otto Dix. Auch stand er der russischen Bibliothek in Dresden vor. Mit Beginn des Ersten Weltkriegs wurde Neroslow im Herbst 1914, mit Lasar Segall und dem Journalisten Konstantin Fedin, in Meißen interniert.
Er arbeitete ab 1916 in einem Berliner Foto-Atelier als Vergrößerungsretuscheur und wurde Werkstudent in den „Studienateliers für Malerei und Plastik“ von Arthur Lewin-Funcke. Ein Lehrer war Lovis Corinth. Seinen ständigen Wohnsitz nahm Neroslow ab 1918 in Dresden. 1920 heiratete er die ebenfalls staatenlose Sprachlehrerin Gertrud Meissner aus Wien. 1920/21 studierte er an der Kunstschule Edmund Kestings Der Weg in Dresden. Neroslow beteiligte sich an Kunstausstellungen, fertigte Reproduktionen Alter Meister an, aquarellierte Landschaften und arbeitete an der Restaurierung von Ahnengalerien. 1929 war Neroslow Gründungsmitglied der Assoziation revolutionärer bildender Künstler (ASSO) in Dresden und hatte die Funktion eines Stadtteilobmanns inne. 1930 hatten die Dresdner ASSO-Künstler, organisiert von Josef Sandel, in Berlin bei Wertheim eine Ausstellung. Auch Alexander Neroslow nahm mit seinen Bildern an der Ausstellung teil. In den Folgejahren bis 1933 unterrichtete er Russisch an der Marxistischen Arbeiterschule. Zwischen 1926 und 1933 erwarb das Stadtmuseum Dresden mehrere seiner Landschaftsaquarelle.
In der Zeit des Nationalsozialismus war Neroslow Mitglied der Reichskammer der bildenden Künste. Für diese Zeit ist seine Teilnahme an neun großen Ausstellungen sicher belegt.
Neroslow engagierte sich in der Widerstandsgruppe „Karl Stein und Genossen“ gegen den Nationalsozialismus. Er wurde im Februar 1941 mit seiner Frau in Dresden verhaftet und im März 1942 vom Volksgerichtshof zu lebenslanger Haft verurteilt. Drei Mitglieder der Gruppe wurden zum Tode verurteilt, darunter auch der Maler Fritz Schulze. Die Luftangriffe auf Dresden vernichteten Neroslows Wohnung in der Güterbahnhofstraße mit seinen künstlerischen Arbeiten. Bis zur bedingungslosen Kapitulation der Wehrmacht blieb Neroslow politischer Gefangener im Zuchthaus Waldheim.
Seit 1945 in der Kommunistischen Partei Deutschlands, arbeitete er bis 1946 als Dolmetscher und Sekretär in der Stadtverwaltung von Waldheim. Er wurde als Verfolgter des Naziregimes anerkannt. Als freischaffender Kunstmaler begann er 1945 seine Landschaftsmalerei, Stillleben und Porträts in Kunstausstellungen vorzustellen. Ab 1946 reiste er regelmäßig an die Ostsee, nach Poel und Fischland-Darß-Zingst. In Waldheim gehörte er zu den Mitgestaltern eines regen Kulturlebens. Er gab auch privaten Unterricht im Malen. Einer seiner Schüler war der spätere Designer Rudolf Horn. 1951 zog er nach Leipzig in die Liviastraße 1. Wieder arbeitete er im Leipziger Bezirksvorstand des Verbandes Bildender Künstler der DDR. Von 1952 bis 1955 übernahm Neroslow ein Lehramt für Porträtieren an der Hochschule für Grafik und Buchkunst Leipzig. Er beendete im Formalismusstreit sein Arbeitsverhältnis und wurde wieder freischaffend tätig. 1953 lernte er in Wieck a. Darß die 22 Jahre jüngere Valeska Lenz kennen. 1957 starb seine Frau Gertrud Neroslow.
Während seines Aufenthaltes auf dem Darß entstanden viele stimmungsvolle Aquarelle der Landschaft zwischen Meer und Bodden sowie Porträts in Öl der Menschen vom Darß. Alexander Neroslow heiratete 1967 Valeska Lenz aus Wieck.
Neroslow wurde auf dem Südfriedhof (Leipzig) neben seiner ersten Frau beigesetzt.

## Ehrungen
- Vaterländischer Verdienstorden in Bronze (1967)[3]
- Benennung einer Schule und ein VdN-Erholungsheim in Waldheim nach Neroslow[4]

## Museen und öffentliche Sammlungen mit Werken Neroslows (mutmaßlich unvollständig)
- Bautzen: Museum Bautzen (ein Ölgemälde von 1930)
- Berlin: Deutsches Historisches Museum (zwei Gemälde)
- Dresden: Galerie Neue Meister[5]
- Dresden: Kupferstichkabinett[6]
- Dresden: Städtische Galerie Dresden
- Freiberg: Stadt- und Bergbaumuseum[7]
- Leipzig: Museum der bildenden Künste

## Weitere Werkbeispiele

### Tafelbilder
- Knabenbildnis (Öl, 54 × 60 cm)[8]
- Winterlandschaft (Öl, 60 × 47 cm)[9]
- Parteiveteran E. Nitzsche, der älteste Schöffe der Republik (Öl; auf der Fünften Deutschen Kunstausstellung)[10]
- Selbstbildnis (1964, Öl)[11]

#### Zeichenkunst
- Aufstieg (1924, Aquarell, 39,4 × 54 cm; Städtische Galerie Dresden)
- Flusslandschaft mit Dampfer (1927, Aquarell, 39 × 47,5 cm; Städtische Galerie Dresden)
- Landschaft mit Fabrik (um 1931, Aquarell, 48 × 37,5 cm; Städtische Galerie Dresden)

- Bootsplatz (Aquarell, 54 × 38 cm; gemalt im Zuchthaus Waldheim)[12]

## Ausstellungen (unvollständig)

### Personalausstellungen
- 1947/1948: Freiberg, Stadt- und Bergbaumuseum (mit Martin Ritter, Rupprecht von Vegesack und Hans Weiss)[13]

#### Postum
- 1974: Ahrenshoop, Klubhaus (Gedenkausstellung)
- 2013: Barth, Vineta-Museum („Alexander Neroslow. „Ein Träumer im Leben wie im Schaffen …““)

### Teilnahme an zentralen und wichtigen regionalen Ausstellungen in der sowjetischen Besatzungszone bzw. der DDR
- 1946: Dresden, „Freie Künstler. Ausstellung Nr. 1“[14]
- 1946 Dresden, Kunstausstellung Sächsische Künstler[15]
- 1948: Freiberg, Stadt- und Bergbaumuseum („3. Ausstellung Erzgebirgischer Künstler“)[16]
- 1949 und 1962/1963: Dresden, 2.  und Fünfte Deutsche Kunstausstellungen
- 1959, 1961 und 1965: Dresden, Bezirkskunstausstellungen
- 1965: Leipzig, Museum der bildenden Künste („500 Jahre Kunst in Leipzig“)
- postum 1982: Leipzig, Museum der bildenden Künste („Selbstbildnisse Leipziger Künstler“)